# Skala Fahrenheita
Skala Fahrenheita (jednostka °F) – skala pomiaru temperatury, zaproponowana w 1724 roku i nazwana od nazwiska jej twórcy Daniela Gabriela Fahrenheita. Była używana do pomiaru temperatury w krajach stosujących imperialne jednostki miar do połowy XX wieku, kiedy została wyparta przez skalę Celsjusza. Używana jest w USA, Kajmanach, Bahamach oraz Belize. W Kanadzie istnieje jako skala uzupełniająca.
32 °F odpowiadają temperaturze topnienia lodu, a 212 °F – wrzenia wody pod normalnym ciśnieniem, tj. 1013 hPa.

## Historia
Fahrenheit wzorował się podczas jej opracowania na skali, którą opracował Ole Rømer; poznał go nawet osobiście. Skala Rømera opiera się na czterech wartościach: temperaturze zamarzania solanki (0 °Rø), zamarzaniu wody (7,5 °Rø), temperatury ludzkiego ciała (22,5 °Rø) i temperaturze wrzenia wody (60 °Rø). Fahrenheit postanowił zwiększyć precyzję swojej skali mnożąc wartości Rømera przez 4 oraz ponownie ją kalibrując.
Przyjął trzy punkty odniesienia dla swojej skali: 0 °F – temperaturę zamarzania mieszaniny wody, lodu i salmiaku w proporcjach 1:1:1 (−17,78 °C), 32 °F – temperaturę lodu i wody w proporcjach 1:1, oraz 96 °F – temperaturę ludzkiego ciała (3 razy wyższa niż temperatura zamarzania wody, 3×32 °F = 96 °F). Już po ogłoszeniu w 1724 roku swojej skali, kilka lat przed śmiercią, Fahrenheit dokonał ostatniej modyfikacji. Ustalił temperaturę wrzenia wody na 212 °F, 180° więcej niż mieszanki wody i lodu, jako ważniejszą w nauce niż temperatura ludzkiego ciała. Od tego czasu temperatura ciała człowieka została ustalona na 98,6 °F.

### Definicja 1°F
1 stopień Fahrenheita – to zmiana temperatury, która powoduje zmianę objętości rtęci o 1/10000 części przy temperaturze powyżej 32 °F.

### Mity
Często spotykanym mitem w wielu artykułach czy programach telewizyjnych jest twierdzenie, jakoby skala Fahrenheita obarczona była błędem, a jej założenia oparte były na dość przypadkowych pomiarach. Można usłyszeć, że rzekomo:
- 0 °F zostało wyznaczone jako najniższą temperaturę zimy 1708/1709 zanotowaną w Gdańsku – mieście rodzinnym twórcy;
- 100 °F miało być temperaturą jego ciała. Na skutek błędów (miał wtedy stan podgorączkowy) skala się „przesunęła” i 100 °F oznaczało 37,8 °C;
- Fahrenheit pomiarów temperatury ciała dokonywał na swojej żonie, która miała tego dnia katar.

## Skala
Obecnie skalę Fahrenheita definiuje się przez porównanie ze skalą Celsjusza (32 °F = 0 °C; 212 °F = 100 °C).

## Przeliczanie

### Sposób dokładny
{\displaystyle T_{\mathrm {Fahrenheit} }=32+{\frac {9}{5}}\cdot T_{\mathrm {Celsjusz} }}
{\displaystyle T_{\mathrm {Celsjusz} }={\frac {5}{9}}\cdot (T_{\mathrm {Fahrenheit} }-32)}

### Sposób praktyczny
Kraje, w których używa się skali Fahrenheita (°F).
     Kraje, w których używa się zarówno skali Fahrenheita (°F), jak i Celsjusza (°C).
     Kraje, w których używa się skali Celsjusza (°C).

Kraje, w których używa się skali Fahrenheita (°F).
Kraje, w których używa się zarówno skali Fahrenheita (°F), jak i Celsjusza (°C).
Kraje, w których używa się skali Celsjusza (°C).

Do szybkiego przeliczania temperatury wyrażonej w stopniach Fahrenheita lub Celsjusza (na przykład podczas pobytu w krajach stosujących daną skalę) bez stosowania urządzeń liczących można używać następujących wzorów przybliżonych:
- przeliczanie °F na °C:
  - od wartości w °F odejmuje się 32, różnicę dzieli się na dwa, co daje wynik w °C zaniżony o 10% w stosunku do dokładnego:
TCelsjusz = (TFahrenheit − 32)/2
  - od wartości w °F odejmuje się 32, różnicę dzieli się na dwa i do ilorazu dodaje się jego 10% (jedną dziesiątą), co daje  wynik w °C zaniżony o 1% w stosunku do dokładnego:
TCelsjusz = [(TFahrenheit − 32)/2] × 1,1
- przeliczanie °C na °F:
  - wartość w °C mnoży się przez dwa i do iloczynu dodaje się 32, co daje wynik w °F zawyżony o 10% w stosunku do dokładnego:
TFahrenheit = 2 × TCelsjusz + 32
  - od wartości w °C odejmuje się jej 10% (jedną dziesiątą), różnicę mnoży się przez dwa i do iloczynu dodaje się 32, co daje wynik dokładny:
TFahrenheit = 2 × (TCelsjusz − 0,1·TCelsjusz) + 32